# Robert Zehentner
Robert Zehentner (* 2. Oktober 1951) ist ein österreichischer Politiker (SPÖ) und Landwirt. Zehentner war von 1989 bis 2012 Abgeordneter zum Salzburger Landtag.

## Leben
Zehentner ist als Landwirt und Geschäftsleiter der Tauernlammgenossenschaft tätig.
Zehentner ist verheiratet und Vater von fünf Kindern. Er erkrankte 1999 und 2005 an Krebs.

## Politik
Zehentner trat 2005 bei den Landwirtschaftskammerwahlen als Spitzenkandidat der SPÖ-Bauern an und ist langjähriger Abgeordneter zum Salzburger Landtag. Er hatte bis 2009 die Funktion des SPÖ-Bereichssprechers für Landwirtschaft und Gentechnik inne und übernahm nach der Wahl die Agenden für Agrar, Jagd, Gentechnik, Forstwege und Fischereiwesen. Bei der Landtagswahl 2009 kandidiert Zehentner auf Platz drei der SPÖ-Regionalliste im Pinzgau.